# Wojciech Zyzak
Wojciech Zyzak (ur. 17 czerwca 1969 w Żywcu) – polski duchowny katolicki, kapłan diecezji bielsko-żywieckiej, teolog, profesor nauk teologicznych, w latach 2014–2020 rektor Uniwersytetu Papieskiego Jana Pawła II w Krakowie.

## Życiorys
W 1993 otrzymał święcenia kapłańskie i tytuł magistra teologii. W latach od 1993 do 1996 pełnił posługę wikariusza w parafii św. Józefa Robotnika w Oświęcimiu. Stopień licencjata uzyskał w 1995. Doktorat obronił w 2000 na Katolickim Uniwersytecie Lubelskim (promotor: Walerian Słomka).
W 2001 roku ponownie został wikariuszem. Tym razem pracował w Parafii pw. św. Maksymiliana Kolbe w Bielsku-Białej oraz prowadził wykłady w istniejącym w tym samym mieście Instytucie Teologicznym im. św. Jana Kantego.
Od 2003 do 2006 prowadził badania naukowe w Niemczech, w Kolonii. W 2006 uzyskał habilitację na Papieskiej Akademii Teologicznej w Krakowie. W 2006 ponownie wyjechał zagranicę, tym razem do Awinionu we Francji, gdzie również prowadził działalność naukowo-badawczą. W 2007 powrócił do Polski, zostając wykładowcą krakowskiej Papieskiej Akademii Teologicznej. Z czasem podjął się prowadzenia zajęć w Karmelitańskim Instytucie Duchowości w Krakowie. W 2013 wielki kanclerz UPJPII, kardynał Stanisław Dziwisz nadał mu tytuł naukowy profesora nauk teologicznych.
Specjalizuje się w teologii duchowości. W latach 2014–2020 pełnił funkcję rektora Uniwersytetu Papieskiego Jana Pawła II w Krakowie, gdzie wcześniej był prodziekanem (2010–2012), a następnie dziekanem Wydziału Teologicznego (2012–2014). Zajmował stanowisko redaktora naczelnego czasopisma Polonia Sacra (2009–2012). Jest członkiem Rady Naukowej Konferencji Episkopatu Polski i członkiem Rady Kapłańskiej Archidiecezji Krakowskiej. Od 2022 roku posługuje w parafii Świętych Apostołów Szymona i Judy Tadeusza w Skawinie.

## Ważniejsze publikacje
- Modlitwa Ojca Pio (1999)
- Zjednoczenie z Bogiem w życiu Ojca Pio (Francesco Forgione): studium na podstawie jego pism (2000)
- Bł. siostra Sancja: Janina Szymkowiak – serafitka (2002)
- Kobieta według Edyty Stein świętej siostry Teresy Benedykty od Krzyża (2002)
- Droga krzyżowa z siostrą Faustyną (2004)
- Fundamentalna rola wiary w życiu i pismach św. Teresy Benedykty od Krzyża (Edyta Stein) (2005)
- Co mam czynić, aby osiągnąć życie wieczne? Duchowość chrześcijańska na świeckiej drodze życia (2008)
- Błogosławiona Celina Borzęcka – zmartwychwstanka (2010)
- Kapłaństwo prezbiterów: studium nauczania Jana Pawła II (2010)
- Spirituality according to Edith Stein (2018)[4]
- Dorothy Day. Życie - działalność - duchowość (2022)[5]